# Focke-Wulf-Siedlung

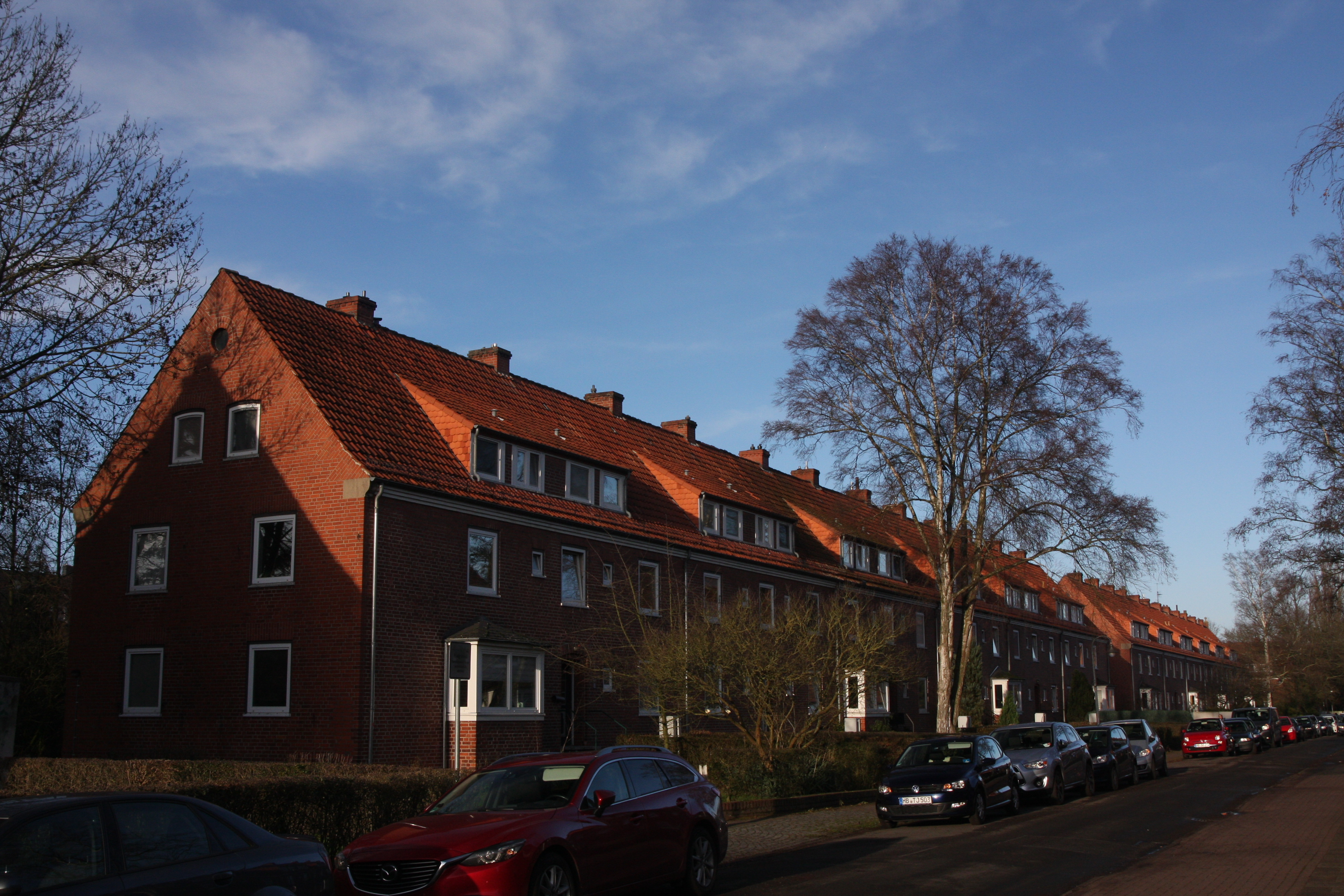
Siedlung Focke-Wulf-Flugzeugbau

Die Focke-Wulf-Siedlung (auch Siedlung Auf dem Beginenlande) in Bremen-Obervieland, Ortsteil Kattenturm, Auf dem Beginenlande 4–92 zwischen Arsterdamm und Theodor-Billroth-Straße, stammt von 1939/41.
Die Bauwerke stehen seit 2018 unter Bremischen Denkmalschutz.

## Geschichte
Die zweigeschossigen verklinkerten 39 Wohnhäuser mit 389 Mietwohnungen wurden ab 1939 bis 1942 nach Plänen von u. a. K. Rudolf Fischer (1. B.A.) und Oberbaurat Karl Kummer (2. B.A., seit 1923 Leiter des Amts für Wohnung und Siedlung) durch die Bau- und Siedlungsgesellschaft (Brebau) mit Fördermitteln und Förderung des Reichs und des Reichsluftfahrtministeriums für die Belegschaft der Focke-Wulf-Flugzeugbau-AG gebaut. Die sanierten Häuser mit Vorgärten erhielten u. a. runde und neoklassizistische Eingänge und am Giebel Frontspieße. Die Fenster wurden ohne Sprossenteilung erneuert.
Das Landesamt für Denkmalpflege Bremen befand: „Die Gestaltung der in 19 Blöcken zusammengefassten Häuser ist bemerkenswert variantenreich und zugleich aber auch stringent in einem Baustil entworfen, der während des Nationalsozialismus als heimatverbunden und norddeutsch galt und der bis heute, trotz einiger Veränderungen, ein einheitliches Erscheinungsbild erzeugt.“
Die Straße Auf dem Beginenlande wurde benannt nach dem Land der Beginen, die als Angehörigen eines Laienordens ein asketisches und andächtiges Leben führten. Sie hatten im Mittelalter in Bremen zwei Beginenhäuser bei der ehemaligen St. Nikolaikirche (1260/70 bis um 1650) und beim St. Katharinen-Stift (Siehe auch Liste der Klöster in Bremen).